# Ван Вехтен, Карл
Карл Ван Ве́хтен (англ. Carl van Vechten; 17 июня 1880 — 21 декабря 1964, Нью-Йорк) — американский писатель, фотограф, один из покровителей Гарлемского ренессанса, управляющий литературным наследием американской писательницы Гертруды Стайн.

## Биография
Карл Ван Вехтен родился в Сидар-Рапидсе (Айова). Чикагский университет Ван Вехтен окончил в 1903 году. Через три года он переехал в Нью-Йорк, где работал журналистом. После первого неудачного брака он женился в 1914 году во второй раз на актрисе Фане Маринофф. Хотя Карл Ван Вехтен состоял с ней в браке до конца своей жизни, через 25 лет после его смерти были опубликованы его личные фотографии и переписка, свидетельствующие о его гомосексуальности (Smalls, James (2006). The Homoerotic Photography of Carl Van Vechten: Public Face, Private Thoughts).
С Гертрудой Стайн он познакомился в 1913 году в Париже. Долгое время они были друзьями и после её смерти он, согласно завещанию Стайн, публиковал её книги. Таким же образом он поддерживал писательницу-афроамериканку Неллу Ларсен.
В 1950-е годы, несмотря на свой возраст, он выступал против антикоммунистических тирад сенатора Маккарти, не изменяя при этом собственным взглядам.

## Творчество
С 1915 по 1920 Ван Вехтен опубликовал множество книг на музыкальную и литературную тематику. В 1920 году была издана его книга о кошках «Тигр в доме». В период с 1922 по 1930 были изданы семь романов писателя.
Ван Вехтен питал особый интерес к афроамериканской литературе и культуре. Он поддерживал многих важных представителей Гарлемского ренессанса, среди которых Ленгстон Хьюз, Уоллес Турман (Wallace Thurman).
Роман Ван Вехтена «Чёрный рай» вызвал множество споров. Он повествует о распутной и безрассудной жизни Гарлема, которую Ван Вехтен описывает во всех деталях. Его критиковали за то, что он описывает афроамериканцев и белых, опираясь на клише, а не на действительность. Тем не менее роман стал бестселлером. Большая часть писем и произведений писателя хранятся в библиотеке Байнеке Йельского университета.
Наиболее известными являются романы Ван Вехтена: «Peter Whiffle» 1922; «Мальчик-паук» (1923); «Татуированная графиня» 1924; «Firecrackers» 1925, «Негритянский рай» 1927.
Карл Ван Вехтен был хорошим знатоком музыки (в частности, русской), сам сочинил несколько музыкальных этюдов.
В 1930-х Карл Ван Вехтен фотографировал десятки знаменитостей. В их числе: Сомерсет Моэм, Гертруда Стайн, Карсон Маккалерс, Эдна Сент-Винсент Миллей, Марлон Брандо, Трумен Капоте, Скотт Фитцджеральд и многие другие.

## Избранные произведения
- Music After the Great War (1915)
- Music and Bad Manners (1916)
- Interpreters and Interpretations (1917)
- The Merry-Go-Round (1918)
- The Music of Spain (1918)
- In the Garret (1919)
- Тигр в доме (The Tiger in the House) (1920)
- Lords of the Housetops (1921)
- Peter Whiffle (1922)
- The Blind Bow-Boy (1923)
- The Tattooed Countess (1924)
- Red (1925)
- Firecrackers (1925)
- Excavations (1926)
- Негритянский рай (Nigger Heaven) (1926)
- Мальчик-паук (Spider Boy) (1928)
- Parties (1930)
- Feathers (1930)
- Sacred and Profane Memories (1932)

## Публикации на русском языке
- Негритянский рай. Л.: Гиз, 1928